# Надежненское сельское поселение
Надежненское сельское поселение — муниципальное образование в составе Отрадненского района Краснодарского края России.
В рамках административно-территориального устройства Краснодарского края ему соответствует Надежненский сельский округ.
Административный центр и единственный населённый пункт — станица Надёжная.

## География
Площадь территории — 185,36 км².

## Население
| 2010  | 2012  | 2013  | 2014  | 2015  | 2016  | 2017  |
| ----- | ----- | ----- | ----- | ----- | ----- | ----- |
| 1602  | ↘1560 | ↘1507 | ↘1478 | ↗1479 | ↘1448 | ↘1440 |
| 2018  | 2019  | 2020  | 2021  | 2023  |       |       |
| ↘1409 | ↘1380 | ↘1376 | ↗1553 | ↘1550 |       |       |